# 崩壞作用

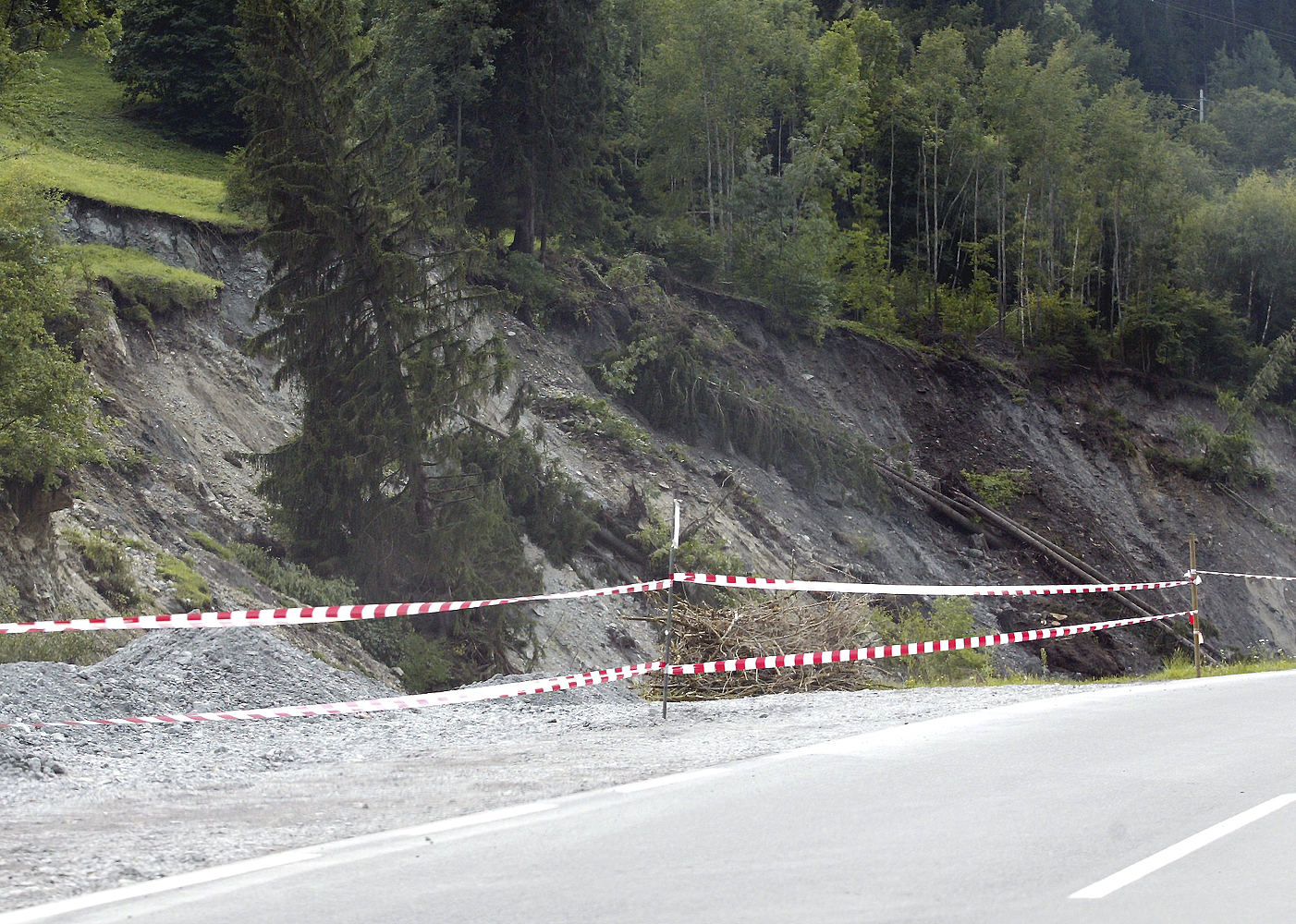
崩壞作用所造成的情況

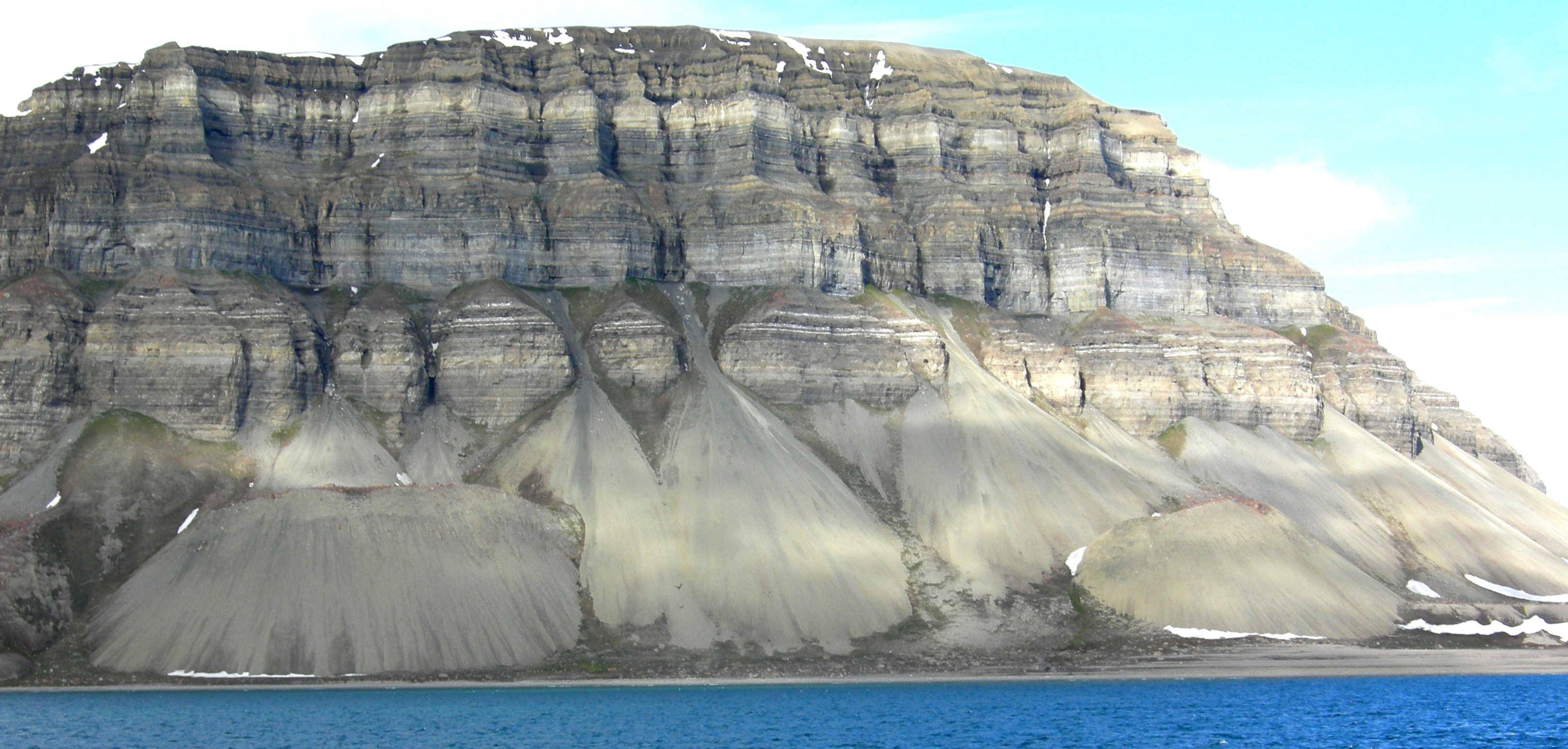

崩壞運動（mass wasting），又名塊體運動 、塊體崩壞，為風化物質受重力作用，產生向下移動的現象。崩壞的形式及速度差異很大，有些慢到難以察覺，如潛移；有些則幾乎是在瞬間產生，如山崩。一般而言，坡度陡、暴雨多、水土保持不良、風化物質豐富的地區，較易發生崩壞。 快速崩壞的發生，常與岩石碎屑中的水分突然增加有關。

## 成因
- 重力是發生崩壞作用的基本因素，它可以使物體沿著山坡發生運動。有的坡度很安定，有的坡度一經擾動就發生崩壞作用，這其中必定還有其他因素在內。水分為促進物質下坡運動的一個重要因素，當地表富含水分時，其重量增加，可以推動物質發生崩壞作用；在沒有固結的沈積物或有孔隙的沈積岩中，雨水可以迫使孔隙中的空氣逸散，表面張力因之消失，而使水成為潤滑劑，改變介面性質並減少摩擦係數。例如，我們如果在一堆沙上面澆水，使沙變溼，就立即可以看到沙慢慢的流動，最後變為一個扁而平的沙餅。

- 坡度的變陡也可以促進崩壞作用的發生。任何物體如果位在一個傾斜的坡面上，它所受到的重力都可以分為兩個分力。一個分力（甲力）垂直於坡面，令一個分力（乙力）和坡面平行。如果坡度增加到超過了物體的休止角（angle of repose），而使乙力大於最大靜摩擦力時，則此物體就立即沿著斜坡向下移動，造成崩壞作用。河流與海浪常在山坡下侵蝕，結果使山腳或崖底坡度變得陡峻，在它上面的岩石和岩層就容易發生崩壞作用。山坡下工程的開挖或開方，也可以使山坡變陡，而造成崩壞作用。

- 地震和工程爆炸所發生的震動力，也是發生塊體運動的因素。地面物質內所含水分的不斷結冰與融冰和生物的作用，也都可以使岩塊鬆動，這也都是造成塊體運動另一個原因。

## 因素
從力學原理上分析，在坡面上地的物體受到壓力作用後可以有兩個分力。一個分力的壓力垂質坡面，就是上述的甲力；另一個分力平行於坡面，名叫剪壓力（shear stress），是使物體失去平衡的主要動力作用，就是上述的乙力。方向和剪壓力相反的壓力叫作剪阻力（shear resistance），也叫剪力強度（shear strength）。如果剪阻力和剪壓力達到平衡，這個物體就穩定不動。如果前一力大於後一力，這一個物體就開始發生下坡運動。因此發生崩塌的基本因素可以說是剪壓力增加或剪力強度減小的結果。
因此崩塌可從下列兩類原因說明：

### 剪壓力增加的因素（外在因素）
1. 側力支持力的移走，如風化侵蝕作用、早期的山崩、斷層及地震的發生、人工開挖土方等。
2. 荷負過重（surcharge），如天然降雨量或積雪突然增加的荷重、植物茂密的生長等，或是人為的廢物堆積、建築物的重壓，以及大批牲畜的竄踏等。
3. 暫時性地球壓力的增加，如地震發生在含水飽和的岩層中。
4. 區域性的傾側（tilting）。
5. 下部支持物的移去，即底切作用（undercutting），如冰川、河流、海浪等在坡腳的底蝕作用。
6. 橫壓力的增加，如岩縫裂開、水的結凍、黏土的膨脹等。
7. 火山活動、岩漿在下部的活動等。

### 剪力強度減小的因素（外在因素）
1. 原來岩石的成分、組織和構造性質軟弱欠佳，如風化疏鬆的岩層或岩層中多節理或破碎帶等。
2. 風化或其他物理、化學作用所發生的變化，如頁岩的軟化和水化、黏土的乾裂、粒狀岩石的裂解等。
3. 因岩石孔隙中水分增加而產生的孔隙水壓力，如雨水的滲入、地下水。

## 型式
崩坍一般指快速的下坡運動，包括碎屑崩洩、塌陷、碎屑滑移、落石岩滑以及岩層墜落等，如用含水量及組成物質分類者，可見本條目的最後面之表。其他種類的下坡運動還有土壤潛移及泥流、土流等。各種作用的定義與主要過程簡述如下↓

### 土壤潛移
為一種極緩慢的土石下移運動。只要是邊坡上的土壤有因結冰、含水量變化而脹縮的情形，就必定會發生。其他的作用，例如冷熱、植物生長及腐敗、昆蟲的鑽洞挖穴、溶蝕、積雪......等，只要是影響邊坡土壤漲縮變化的，都是促進土壤潛移的因素。從航照上看到的土壤潛移證據則包括傾倒的電線桿、牆籬、樹幹、墓碑等。

### 土石緩滑
土石緩滑又稱解凍泥流，主要出現於凍裂風化及融冰化雪盛行且植被稀少的永凍層上。其移動速度隨坡度而異，在10~20度的坡面上，年平均移動約在20公分以下。 

### 土流與泥流

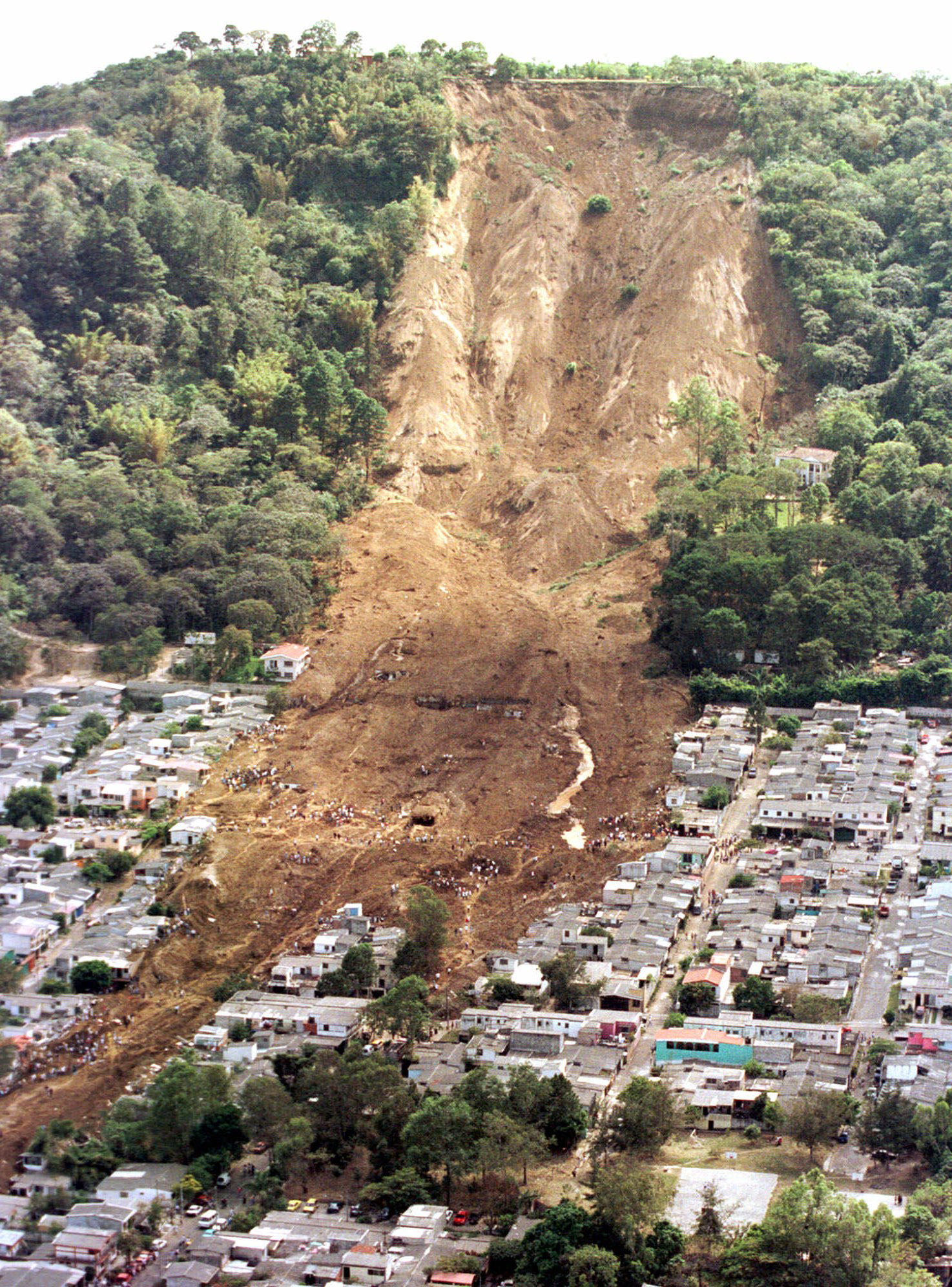
2001年時發生於薩爾瓦多的土石流

發生在土壤飽和含水的時候。依含水量的變化，它們的稠度可能稠的像剛調配好的混凝土，也可能稀的像泥水。土流、泥流運動快的時候，速度可達每秒1英呎。
泥流在乾燥、半乾燥氣候地區以及火山活動地區比較常見。這些氣候區的山區裡，在豪雨之後，大量聚集在山谷裡的土壤碎屑，可能形成土流或泥流。流至平地後，泥流及土流造成扇狀的堆疊。泥流運動的時候，由於本身稠度高，可以攜帶大塊的石礫，因此侵蝕搬運能力很強。
火山地區的凝灰岩及火山灰聚集在山谷裡，因此豪雨後也容易造成泥流。泥岩分布的地區，也是容易產生泥流的地方。

### 山崩
下坡運動中最恐怖的是山崩作用。它們的移動速度最快，可達每小時100英哩的規模。它們大多數的山崩作用，始於大量冰、雪及岩石的下墜。一旦墜落在聚集多量碎屑物質的陡峻邊坡上，就可能引發整個邊坡上碎屑物的集體下瀉。山崩作用下移途中摻入了更多的空氣和水，因此顆粒間摩擦的消耗減少，也因此不斷地加速，拖曳更多物質的崩瀉。 
高山地區冬季積雪發生雪崩，也是一種山崩的例子。台灣山區地形陡峻，風化劇烈，山坡上常有大量碎屑土石聚集，一旦大雨之後，常造成山崩。

### 塌陷(slump)
又稱弧形地滑，崩坍作用中最常見的是塌陷。發生的原因大都是因為邊坡上的重量增加，超過邊坡下段支撐能力而產生的。塌陷都伴有圓弧型的滑移運動。塌陷的邊坡向下移轉時也同時向後滾動。因此塌陷後，塌陷體的前端向上突，而後端向下陷。如果塌陷體的前端破碎並且向前流動，則稱為碎屑流。

## 誘發環境

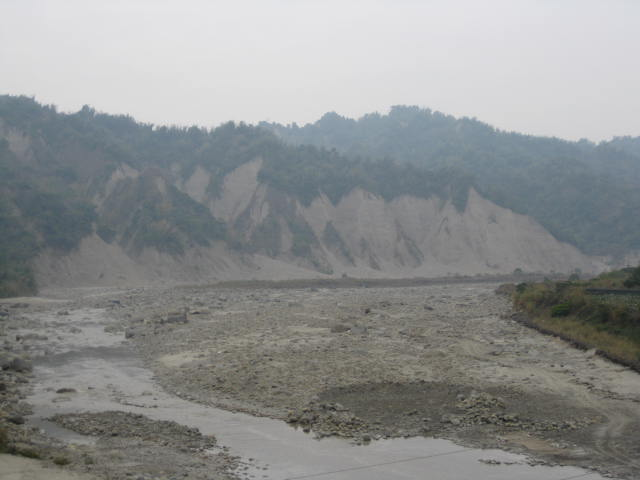
台灣許多河道彎曲而造成大片崩塌地，被稱作「攻擊坡」。

崩壞作用在下列環境比較容易發生↓

### 膠結性黏土
膠結性黏土，如果造成邊坡的土質屬於膠結性的黏土，那麼在降雨後，容易發生土滑及塌陷的問題，因為雨後黏土含水重量增加。尤其當這種邊坡上的植被被砍伐後，雨水直接侵蝕土壤，更易觸發土流及塌陷。

### 抗剪力低落的鬆散粒狀土壤
抗剪力低落的鬆散粒狀土壤，這種土壤吸收水分的能力更強，因此可能引起重量的急增，誘發崩坍、塌陷及土流等。 

### 順向坡沈積岩
順向坡沈積岩，與邊坡近似平行的層狀沈積岩（順向坡），互層的沈積岩，如果層理或是節理與邊坡近似平行，而且邊坡比層理更陡的話，容易引起地滑。因為沿層面滲入的流水，好似潤滑劑，可以降低岩層面的抗剪力，引發地滑。 

### 剝理高度接達的變質岩
剝理高度皆達的變質岩，變質岩的剝理在影響崩塌地的發生性能上，類似沈積岩的層理。因剝理與邊坡近平行是不利的狀況，由其當剝理上有多量雲母、滑石及蛇紋石時候，更增加了發生地滑及崩坍的可能性。 

### 劇烈風化的火成岩及變質岩
風化劇烈的鬆散顆粒狀岩石碎屑邊坡，如果增加了水量，就可能因為增加整體重量而誘發崩坍。 

### 斷裂面與斷層
此類岩層破裂面與坡面近平行或相交的時候，都可能有利於崩坍的發生，尤其側方缺乏支撐力又有水潤滑這些破裂面的時候。 

### 岩石互層具有不同的透水性和抗風化力
岩層間為不同的性質，如果此狀況是由透水性及抗風化力不同的岩層組成（例如：砂、頁岩互層），那麼較弱岩層受風化內凹，上覆的岩層變成懸空而立。這時候岩石就會逐漸崩落，產生落石（例如：鼻頭角）。 

### 山坡面之滲水
山坡面之滲水，山坡面上如果能夠見滲水，可能表示岩層內的空隙水壓在增加中。尤其當滲水是發生在坡趾的時候，可能性更大。孔隙水壓的增加將大量減低岩體的抗剪力。 

### 古老的崩坍地堆積
此類早期崩坍的堆積物，可能仍舊是不穩定的。 

### 水體與邊坡交界處
此類地形在水面下降後尤其容易引起崩坍，洪水的退落或水庫放造成的水面下降，可能暫時使邊坡變得不穩定。在洪水退去之後，河岸常有小型塌陷發生，即是這個原因。 
以上所敘述的十種環境狀況是容易發生崩坍的天然情形，都是未經人工擾亂的。人工造成的填方邊坡如果有下列的狀況，也易發生崩坍或塌陷，如孔隙水壓增加、填方下有滲水、或是下方有脹縮的土壤。在這些地區進行填方工程，應當有完善的排水系統或使用岩錨護坡。

## 穩定崩坍邊坡
處理不穩定邊坡的方法很多，最常見的方法即是設法降低邊坡物質的剪壓力和增加它的抗剪力。  
降低剪壓力，主要依賴挖除滑動體或是加強排水，而增加抗剪力則主要靠擋土牆或硬化可能崩塌的岩體。